# جوش باول (لاعب كرة قاعدة)
جوش باول (بالإنجليزية: Josh Paul)‏ هو لاعب كرة قاعدة أمريكي، ولد في 19 مايو 1975 في إلينوي في الولايات المتحدة.

## وصلات خارجية
- جوش باول على موقع دوري كرة القاعدة الرئيسي (الإنجليزية)
- جوش باول على موقعبيزبول رفرنس.كوم (الدوري الرئيسي) (الإنجليزية)
- جوش باول على موقعبيزبول رفرنس.كوم (الدوري الثانوي) (الإنجليزية)
- جوش باول على موقع إي إس بي إن.كوم (أم.أل.بي) (الإنجليزية)
- جوش باول على موقع مشجعي الرسوم البيانية (الإنجليزية)